# Otteratto
| Otteratto                   | Otteratto           |
| --------------------------- | ------------------- |
|                             |                     |
| Tipo                        | Politopo-8 regolare |
| Famiglia                    | Ipercubo            |
| Notazione di Schläfli       | {4,36}              |
| Diagramma di Coxeter-Dynkin |                     |
| 7-facce                     | 16 etteratti        |
| 6-facce                     | 112 eseratti        |
| 5-facce                     | 448 penteratti      |
| 4-facce                     | 1120 tesseratti     |
| Celle                       | 1792 cubi           |
| Facce                       | 1792 facce quadrate |
| Spigoli                     | 1024                |
| Vertici                     | 256                 |
| Gruppo di Coxeter           | C8, [36,4]          |

Un otteratto è una forma geometrica di 8 dimensioni spaziali che possiede 256 vertici, 1024 spigoli, 1792 facce quadrate, 1792 celle cubiche, 1120 ipercelle tesserattiche, 448 celle penterattiche (di 5 dimensioni spaziali), 112 celle eserattiche (di 6 dimensioni spaziali) e 16 celle etterattiche (di 7 dimensioni spaziali).
Il nome otteratto deriva dalla fusione tra la parola tesseratto e la parola greca ὁκτώ(otto).